# تشارلز تورنر
تشارلز هنري تورنر (بالإنجليزية: Charles Henry Turner)‏ (3 فبراير 1867 -14 فبراير 1923) عالم حيوان أمريكي، ومربي، وعالم في علم النفس المقارن، ومعروف بدراساته حول سلوك الحشرات، وخاصة النحل والنمل. وُلد تورنر في سينسيناتي بولاية أوهايو، وكان أول أمريكي من أصل أفريقي يحصل على شهادة الدراسات العليا في جامعة سينسيناتي وعلى الأرجح أول أمريكي من أصل أفريقي يحصل على درجة الدكتوراه من جامعة شيكاغو. قضى معظم حياته المهنية كمدرس في مدرسة سومنر الثانوية في سانت لويس.

## سيرته

### حياته الشخصية
ولد تشارلز هنري تورنر في سينسيناتي بولاية أوهايو في 3 فبراير 1867. من الجدير بالذكر أن ولادته جاءت بعد عامين من انتهاء الحرب الأهلية. والداه توماس تورنر وأدي كامبل، حارس كنيسة وممرضة، على التوالي. كان متزوجًا من لينتيني تروي (1886) وأنجب الزوجان ثلاثة أطفال: هنري أوين تورنر (1892-1956)، ولويز ماي تورنر (تاريخ الميلاد غير معروف)، وداروين رومينز تورنر (1894-1983). بعد وفاة زوجته الأولى، لينتيني تروي في عام 895، تزوج تورنر ليليان بورتر تورنر في وقت ما بين 1907 و1908. استمر زواجهما حتى وفاة تورنر في عام 1923. توفي في 14 فبراير 1923 من التهاب العضلة القلبية في شيكاغو. مكان دفنه هو مقبرة لينكولن في شيكاغو. وهو الجد الأبوي لعضو مجلس مدينة بوسطن ومنظم المجتمع المحلي تشاك تورنر.

### مسيرته الأكاديمية
في عام 1886 تخرج تورنر من جامعة وودارد الثانوية، إيذانًا ببدء حياته الأكاديمية. بدأ دراسته الجامعية في جامعة سينسيناتي عام 1886 وتخرج مع شهادة بكالوريوس العلوم في علم الأحياء عام 1891. أثناء تعليمه الجامعي، أرشده عالم النفس المقارن وعالم الأحياء، كلارنس هيريك. نُشر ملخص لأطروحته الجامعية حول التشريح العصبي لدماغ الطيور في مجلة ساينس عام 1891. حصل تورنر على شهادة الماجستير في العلوم عام 1892 من جامعة سينسيناتي تحت إشراف مستشاره الجامعي هيريك. في نفس العام، أصبح تورنر أول أمريكي من أصل أفريقي ينشر مقالة في مجلة ساينس.
مباشرة بعد حصوله على الماجستير، عمل تورنر كمدرس مساعد في مختبر الأحياء في جامعة سينسيناتي حتى عام 1893. بدأ تورنر درجة الدكتوراه في جامعة دينيسون منذ عام 1893 وحتى عام 1894، لكن البرنامج توقف. حصل على أستاذية قسم العلوم في جامعة كلارك، حيث شغل أيضًا منصب رئيس قسم العلوم. سميت قاعة تورنر- تانر في جامعة كلارك حاليًا على شرفه. فشلت المصادر في تحديد مدة خدمته، ولكنها قدِرت أنها في وقت ما بين عام 1893 وحتى عام 1905.
بعد وقته في جامعة كلارك، حصل تورنر على أول تجربة وظيفية له في مدرسة ثانوية في عام 1906 عندما حصل على منصب مدير في مدرسة هيل الثانوية في كليفلاند، تينيسي. ثم استقال من منصبه من أجل متابعة الأستاذية في علم الأحياء والكيمياء في معهد هينز العادي والصناعي في أوغستا، جورجيا عام 1907. أثناء التدريس، واصل دراسة سلوك الحشرات. خلال هذه الفترة، تابع تورنر درجة الدكتوراه في علم الحيوان في جامعة شيكاغو. أمضى العام الدراسي 1906-1907 وصيف 1906 وهو يعمل على شهادته قبل تخرجه بامتياز مع مرتبة الشرف عام 1907. كان ثالث شخص أمريكي من أصل أفريقي يحصل على درجة الدكتوراه من جامعة شيكاغو. نصحه علماء الحيوان تشارلز إم. تشايلد، وفرانك آر. ليلي، وتشارلز أو. ويتمان.
في عام 1908 حصل تورنر على منصب تدريس في مدرسة سومنر الثانوية، حيث بقي حتى تقاعده في عام 1922 بسبب اعتلال صحته. هناك جدال آخر حول ما إذا كان تورنر اختار التعليم في المدارس الثانوية أو ما إذا كان عاجزًا عن العثور على وظيفة دائمة في الأوساط الأكاديمية. بين 1893-1908، تقدم تورنر بطلب للحصول على وظيفة في معهد توسكيجي. زعم تشارلز آي. أبرامسون في مقاله الذي نُشر في عام 2003 عن تورنر في مجلة بي الأميركية أن تورنر لم يكن قادرًا، وليس غير راغب في الحصول على موعد في جامعة شيكاغو، وأن معهد توسكيجي لم يكن قادرًا على تحمل راتبه.